# Yves Dollo
Yves Dollo, né le 21 mai 1934 à Lannion et mort le 10 novembre 2007 à Saint-Brieuc, est un enseignant et homme politique français.

## Biographie
Fils d'un gendarme et d'une ménagère, Yves Dollo passe son enfance dans la région de Tréguier. Elève-maître à l’École normale de Saint-Brieuc, dont il sort diplômé, il adhère au Parti socialiste unifié en 1960. L'année suivante, il devient secrétaire de la section briochine du parti.
Il est élu conseiller municipal de Saint-Brieuc en 1965 puis est désigné second adjoint chargé de la démocratie en 1977. Entre-temps, il adhère au Parti socialiste et intègre le courant rocardien.
Le 21 juin 1981, il devient député de la 1re circonscription des Côtes-du-Nord en battant le sortant CDS Sébastien Couëpel puis entre au conseil général un an plus tard en remportant le siège du nouveau canton de Saint-Brieuc-Ouest. À nouveau candidat aux législatives de 1986, qui furent les seules au scrutin proportionnel sous la Ve République, il est en troisième position sur la liste socialiste « Pour une majorité de progrès » conduite par Charles Josselin mais il n'est pas reconduit. 
Il retrouve les bancs de l'Assemblée nationale en 1988, en étant élu dans la première circonscription redécoupée avec 58,30 % des suffrages, mais il emporté par la vague bleue en 1993 et le candidat UPF Christian Daniel lui succède. Il demeure cependant conseiller régional jusqu'en mars 1998, date où le score relativement médiocre de la liste costarmoricaine menée par Marie-Reine Tillon ne lui permet de retourner sur les bancs de l'assemblée régionale.
En 2002, il redevient conseiller régional de Bretagne en remplacement de Marie-Renée Oget, élue députée de la 4e circonscription, et le reste jusqu'aux élections régionales de 2004. Il se retire alors de la vie politique.
Atteint d'un cancer, il meurt le 10 novembre 2007 à l'hôpital Yves Le Foll de Saint-Brieuc.

## Détail des fonctions et des mandats
Mandats parlementaires
- 2 juillet 1981 - 1er avril 1986 : député de la première circonscription des Côtes-du-Nord
- 13 juin 1988 - 1er avril 1993 : député de la première circonscription des Côtes-d'Armor

Mandats locaux
- mars 1965 - mars 2001 : conseiller municipal de Saint-Brieuc
- janvier 1974 - 1981 : conseiller régional de Bretagne
- mars 1977 - 1985 : deuxième adjoint au maire de Saint-Brieuc
- mars 1982 - mars 1985 : conseiller général du canton de Saint-Brieuc-Ouest
- 1985 - mars 2001 : premier adjoint au maire de Saint-Brieuc
- mars 1986 - mars 1998 : conseiller régional de Bretagne
- août 2002 - mars 2004 : conseiller régional de Bretagne

## Décorations
- Chevalier de la Légion d'honneur[2] (1999)